# Teknofest
Teknofest, повна назва тур. Teknofest Havacılık, Uzay ve Teknoloji Festivali Havacılık, англ. Teknofest Aviation, Space and Technology Festival — фестиваль авіації, космонавтики і технологій, що проводиться в Туреччині. Вперше відбувся у Стамбулі в 2018 році, з того часу проводиться в один рік у Стамбулі, в інший рік — у одній з анатолійських провінцій .
Фестиваль спрямований на розвиток національних технологій Туреччини. Його організовує Турецький технологічний фонд та Міністерство промисловості і технологій Туреччини. Доступ відкритий для широкої публіки та безкоштовний  .
В рамках фестивалю організовуються семінари, конкурси технологій, виставки вітчизняної техніки та міжнародні саміти підприємств. Також відбувається авіашоу з виступами парашутистів, пілотажних груп Solo Türk і «Turkish Stars» та подібних місцевих і міжнародних команд. Серед інших конкурсів технологій, проводяться змагання хакерів і перегони дронів.
Серед постійних учасників фестивалю можна назвати такі організації, як Aselsan, Roketsan, Baykar Makina, BMC, Havelsan, TÜBITAK, Turkish Aerospace Industries, Turkish Airlines, Турецька аеронавігаційна асоціація, Türksat, Turkcell. Також представлені численні університети, такі як Босфорський університет, Технічний університет Їлдиз, Близькосхідний технічний університет тощо .

## Проведення

### 2018
Аеропорт Стамбул, 20-23 вересня. Фестиваль прийняв понад 550 000 відвідувачів . Провідні оборонні та технологічні установи та організації Туреччини, такі як Aselsan, Baykar, Roketsan, Turkish Airlines, TUSAŞ, TÜBİTAK і Türksat, організували технологічні змагання у 12 різних категоріях, у яких взяли участь 2000 учасників з 750 команд.  Окрім конкурсів та семінарів, було влаштовано видовища та атракціони, такі як вертикальна аеродинамічна труба, авіашоу, планетарій та польоти на повітряній кулі .

### 2019
Стамбул, аеропорт імені Ататюрка, 17-22 вересня.
У змаганнях взяли участь 50 000 учасників з 17 373 команд із 122 країн , загалом же фестиваль відвідало 1 мільйон 750 тисяч осіб разом із конкурсантами та глядачами .
Вперше було представлено прототип турецького літаючого автомобіля Baykar Cezeri. У фестивалі взяла участь Україна, що представила сімейство регіональних реактивних літаків Ан-1Х8, зокрема Ан-178 .
Також на фестивалі були стаціонарно виставлені російські літаки Sukhoi Superjet 100, літаючий човен Бєрієв Бе-200 і пасажирський літак нового покоління МС-21 Іркут . Здійснили демонстраційний політ винищувач ВПС Росії Су-35 і пілотажна група «Русскіє вітязі» на літаках Су-30 .
Відбулися на міжнародному рівні перегони БпЛА «World Drone Cup» проходили на міжнародному рівні. Було організовано багато нових подій, таких як Конкурс дизайну літаючих автомобілів, Конкурс дизайну міні-реактивного радіального компресора, Конкурс дизайну турбовентилятора, змагання роботів, Стамбульський міжнародний дебатний ярмарок і Конкурс студентських дослідницьких проєктів університету TÜBİTAK .

### 2020
Газіантеп, Середньосхідний виставковий центр (Ortadoğu Fuar Merkezinde), 24-27 вересня 2020. Через пандемію фестиваль, який планували провести у квітні, перенесли на вересень, і на нього були допущені лише учасники конкурсу — близько 100 000 учасників з 20 000 команд із 84 країн. Проведено технологічні змагання у 21 категорії, охоплюючи не лише оборонну промисловість, але й цивільні сфери, зокрема Конкурс біотехнологічних інновацій, Конкурс агротехнологій, Конкурс технологій довкілля та енергетики, Конкурс інтелектуального транспорту, Конкурс освітніх технологій, Конкурс дизайну гелікоптера та Конкурс дизайну реактивних двигунів .

### 2021
Стамбул, аеропорт Ататюрка, 21-26 вересня.

### 2022
Баку, Кришталева зала , 26-29 травня і Самсун, аеропорт, 30 серпня — 4 вересня .

### 2023
До сторіччя проголошення Турецької Республіки фестиваль проведено у трьох містах:
- Стамбул, 27 квітня — 1 травня, перон аеропорту Ататюрка;
- Анкара, авіабаза Етімесгут, 30 серпня — 3 вересня [17];
- Ізмір, авіабаза Чілі, 27 вересня — 1 жовтня [18].